# Мариамна (сестра апостола Филиппа)
Мариа́мна (др.-греч. Μαριάμνη; I век) — сестра апостола Филиппа, христианская проповедница. Причислена к лику святых в Православной и Католической церквях.
Мариамна, как и её брат, уверовала во Христа. После распятия и воскресения отправилась на проповедь христианства вместе с апостолами Филиппом и Варфоломеем. Согласно Минологию Василия II: в городе Иераполе все трое за проповедь были схвачены анфипатом, после чего были связаны и мучимы: повешены на дереве (вероятно, вниз головой). Апостол Филипп, перед тем как умер, помолился, и благодаря этому земля провалилась, в образовавшийся провал попал анфипат и его жена; оба они погибли. Люди, присутствовавшие при этом, из-за страха освободили и отпустили Варфоломея и Мариамну. Варфоломей отправился на проповедь Евангелия в Индию. Мариамна проповедовала Евангелие в Ликаонии, где мирно скончалась.
В греческих церквях Мариамна носит название «равноапостольная», в русских церковных книгах она называется «праведная».